# بلورنگاری الکترونی
بلورنگاری الکترونی (به انگلیسی: Electron crystallography) روشی برای تعیین آرایش اتم‌ها در جامدات به وسیله میکروسکوپ الکترونی عبوری است.

## مقایسه با بلورنگاری پرتو-ایکس
این روش می‌تواند مکملی برای بلورنگاری پرتو-ایکس برای بلورهای بسیار کوچک (کوچکتر از ۰٫۱ میکرومتر)، چه غیر ارگانیک، چه ارگانیک و چه پروتئین (مانند پروتئین‌های غشائی) که به راحتی نمی‌توانند کریستال سه‌بعدی لازم برای این کار را تشکیل بدهند، باشد. ساختارهای پروتئینی معمولا یا از روی بلورهای دوبعدی و چندوجهی‌هایی مثل کپسیدهای ویروسی تعیین می‌شوند یا از روی پروتئین‌های تکی پراکنده. الکترون‌ها می‌توانند در این موقعیت‌ها استفاده شوند در حالی که پرتوهای ایکس نمی‌توانند. دلیلش این است که الکترون‌ها قوی‌تر از پرتوهای ایکس با اتم‌ها ارتباط برقرار می‌کنند. بنابراین پرتوهای ایکس از درون یک بلور دوبعدی نازک عبور می‌کنند بدون اینکه به میزان قابل توجهی پخش شوند در حالی که الکترون‌ها می‌توانند برای ایجاد یک تصویر استفاده شوند. در مقابل، ارتباط قوی بین الکترون‌ها و پروتون‌ها موجب نفوذناپذیری بلورهای ضخیم (به عنوان مثال بلورهای سه‌بعدی با ابعاد بیش از یک میکرومتر) در برابر الکترون‌ها می‌شود و الکترون‌ها تا فواصل کوچکی نفوذ می‌کنند.
یکی از سختی‌های بلورنگاری پرتو-ایکس تعیین کردن فازها در الگوی پراش است. به دلیل پیچیدگی عدسی‌های پرتوی ایکس، تشکیل تصویری از بلور که پراکنده شده است، سخت است و بنابراین اطلاعات فاز از دست می‌رود. خوشبختانه میکروسکوپ‌های الکترونی می‌توانند ساختار اتمی را در فضای واقعی به دست بیاورند و فاکتور ساختار (به انگلیسی: structure factor) در بلورنگاری و اطلاعات فاز را می‌توان به صورت تجربی از تبدیل فوریه یک تصویر تعیین کرد. تبدیل فوریه یک تصویر با وضوح اتمی مشابه همین است ولی متفاوت است با یک الگوی پراش همراه با نقاط متقابل شبکه که تناسب و فاصله‌بندی یک بلور را نشان می‌دهد. ارون کلوگ اولین کسی بود که فهمید اطلاعات فاز را می‌توان به صورت مستقیم از روی تبدیل فوریه یک تصویر میکروسکوپ الکترونی که در یک کامپیوتر اسکن شده‌است، خواند. کلوگ به خاطر همین و به خاطر مطالعاتش در زمینه ساختارهای ویروسی و RNA انتقالی، در سال 1982 جایزه نوبل شیمی را دریافت کرد.

## آسیب تابشی(بهانگلیسی:Radiation damage)
یک مشکل رایج در بلورنگاری الکترونی و بلورنگاری پرتو-ایکس آسیب تابشی است که در آن به طور خاص مولکول‌های آلی و پروتئین‌ها هنگامی که تصویربرداری می‌شوند آسیب می‌بینند و موجب محدودیت وضوح و تفکیک‌پذیری قابل دسترسی می‌شود. این به ویژه در تنظیم بلورنگاری الکترونی که آسیب تابشی بر اتم‌های دور (که تعدادشان کم است) متمرکز است، دردسرساز است. یک تکنیکی که برای محدود کردن آسیب تابشی استفاده می‌شود، کرایومیکروسکوپی الکترونی (به انگلیسی: electron cryomicroscopy) است که در آن نمونه‌ها تحت عمل کرایوفیکسیشن (به انگلیسی: cryofixation) قرار می‌گیرند و تصویربرداری در دماهای نیتروژن مایع یا حتی هلیم مایع اتفاق می‌افتد. به خاطر این مشکل بلورنگاری پرتو-ایکس در تعیین ساختار پروتئین‌هایی که به ویژه در برابر آسیب تابشی آسیب‌پذیرند، موفق‌تر بوده است. اخیرا در آسیب تابشی تحقیقاتی با استفاده از پراش الکترونی میکروکریستال (به انگلیسی: microcrystal electron diffraction یا MicroED) بلورهای سه‌بعدی نازک در یک حالت هیدراته یخ‌زده (به انگلیسی: frozen hydrated state) انجام شد.

## ساختارهای پروتئینی که توسط بلورنگاری الکترونی تعیین می‌شوند
اولین ساختار پروتئینی با بلورنگاری الکترونی برای رسیدن به وضوح اتمی، باکتریورودوپسین (به انگلیسی: bacteriorhodopsin) بود که توسط ریچارد هندرسون و همکاران در آزمایشگاه بیولوژی مولکولی MRC در انگلستان در سال 1990 تعیین شد. اما پیش از این در سال 1975 آنوین (به انگلیسی: Unwin) و هندرسون اولین ساختار پروتئین غشایی را با وضوح یا تفکیک متوسط (7 آنگستروم) تعیین کردند که برای اولین بار ساختار داخلی پروتئین غشایی را نشان دادند. از آن به بعد ساختارهای دیگر متعددی با وضوح بالا توسط بلورنگاری الکترونی تعیین شده‌اند از جمله گیرنده استیل‌کولین نیکوتینی و تاژک باکتریایی. ساختار پروتئینی با بیشترین وضوح که توسط بلورنگاری الکترونی بلورهای دوبعدی بدست آمده است، ساختار aquaporin-0 کانال آبی است. در سال 2013 بلورنگاری الکترونی توسط یک روش جدید به نام پراش الکترونی میکروکریستال به بلورهای سه‌بعدی راه پیدا کرد.

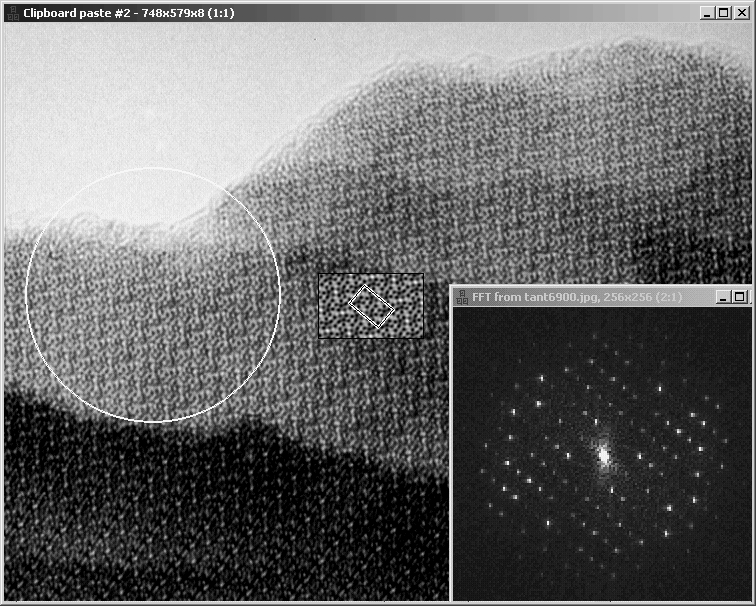
تصویر میکروسکوپ الکترونی از یک اکسید تانتالیم غیرآلی با تبدیل فوریه‌اش درون آن. توجه کنید که چگونه شکل از ناحیه نازک بالایی به ناحیه ضخیم‌تر پایینی تغییر می‌کند. سلول واحد این ترکیب حدود 15 در 25 آنگستروم است. این در مرکز شکل در داخل نتیجه حاصل از پردازش تصویر، جایی که تقارن درنظر گرفته شده است، مشخص شده است. نقاط سیاه به وضوح تمام اتم‌های تانتال را نشان می‌دهد. پراش به 6 مرتبه در امتداد جهت 15 آنگستروم و 10 مرتبه در جهت عمود گسترش می‌یابد. بنابراین وضوح تصویر پراش الکترون 2.5 آنگستروم است (15/6 یا 25/10). این تبدیل فوریه‌ی محاسبه شده، دامنه‌ها (همانطور که دیده می‌شود) و فازها (نمایش داده نشده) را دربر دارد.

## استفاده و کاربرد در مواد غیرآلی
مطالعات بلورنگاری الکترونی روی مواد غیرآلی با استفاده از تصاویر میکروسکوپ الکترونی با وضوح بالا (به انگلیسی: high-resolution electron microscopy images یا HREM images) اولین بار توسط ارون کلوگ در سال 1978 میلادی و توسط اسون هاومولر (به انگلیسی: Sven Hovmoller) در سال 1984 میلادی انجام شد. از تصاویر HREM به این دلیل استفاده شد که این تصاویر به شما اجازه می‌دهند که (با استفاده از نرم‌افزار کامپیوتری) فقط مناطق بسیار نازک نزدیک لبه بلور را برای تجزیه و تحلیل ساختار انتخاب کنید. این اهمیت بسیار زیادی دارد زیرا در قسمت‌های ضخیم‌تر بلور تابع موج خروج (به انگلیسی: exit-wave function) (که اطلاعات مربوط به شدت و موقعیت ستون‌های تصویرشده اتم را حمل می‌کند) دیگر به صورت خطی با ساختار تصویرشده بلور ارتباط ندارد. علاوه بر این تصاویر HREM نه تنها با افزایش ضخامت بلور ظاهر خود را تغییر می‌دهند بلکه به تنظیمات انتخاب‌شده Δf غیرکانونی عدسی‌های شیئی نیز بسیار حساس هستند (به عنوان مثال تصاویر HREM ماده GaN را ببینید). برای غلبه بر این پیچیدگی مایکل اوکیف (به انگلیسی: Michael O'Keefe) در اوایل دهه 1970 میلادی شروع به توسعه نرم‌افزاری برای شبیه‌سازی تصویر کرد که به شما اجازه می‌دهد تا تفسیر تغییرات کنتراست مشاهده‌شده در تصاویر HREM را درک کنید.

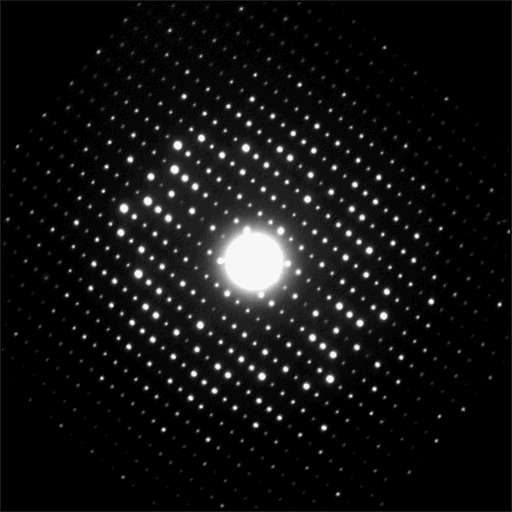
الگوی پراش الکترون از همان بلور اکسید تانتالیم غیرآلی در بالا نشان داده شده است. توجه داشته باشید که در اینجا نقاط پراش بسیار بیشتری نسبت به نمودار پراش محاسبه‌شده از تصویر میکروسکوپ الکترونی بالا، وجود دارد. پراش به 12 مرتبه در امتداد جهت 15 آنگستروم و 20 مرتبه در جهت عمود گسترش می‌یابد. بنابراین وضوح الگوی پراش الکترون برابر 1.25 آنگستروم است (15/12 یا 25/20). الگوهای پراش الکترون حاوی اطلاعات فاز نیستند اما تفاوت‌های واضح بین شدت‌های نقاط پراش را می‌توان در تعیین ساختار بلوری استفاده کرد.

در زمینه بررسی ترکیبات غیرآلی با میکروسکوپ الکترونی اختلاف نظر جدی وجود داشت. در حالی که برخی ادعا کرده‌اند که "اطلاعات فاز در تصاویر EM وجود دارد" دیگران دیدگاه مخالفی دارند که "اطلاعات فاز در تصاویر EM از دست می‌رود". دلیل این دیدگاه‌های مخالف این است که کلمه "فاز" با معانی مختلفی در دو جامعه فیزیکدانان و بلورشناسان استفاده شده است. فیزیکدانان بیشتر به "فاز موج الکترون" (فاز یک موج که هنگامی که نمونه در معرض الکترون‌ها قرار دارد، درون نمونه حرکت می‌کند) اهمیت می‌دهند. این موج طول موجی حدود 0.02 تا 0.03 آنگستروم (که بستگی به ولتاژ شتاب‌دهنده میکروسکوپ الکترونی دارد) دارد. فاز آن به فاز پرتوی مستقیم الکترون پراکنده‌نشده ربط دارد. از طرف دیگر منظور بلورشناسان از فاز "فاز فاکتور ساختار کریستالوگرافی" است که آنها به سادگی می‌گویند "فاز". این فاز، فاز امواج ایستاده پتانسیل در بلور است (بسیار شبیه به چگالی الکترون اندازه‌گیری شده در بلورنگاری پرتو-ایکس). هریک از این امواج طول موج خاص خود را دارند که برای فاصله بین به اصطلاح صفحات براگ (به انگلیسی: Bragg planes) پتانسیل‌های کم/زیاد، مقدار d (به انگلیسی: d-value) نامیده می‌شوند. این مقدار dها از ابعاد سلول واحد تا حد تفکیک میکروسکوپ الکترونی متغیرند به عنوان مثال معمولا از 10 یا 20 آنگستروم به پایین تا 1 یا 2 آنگستروم. فازهای آنها به یک نقطه ثابت در بلور که این نقطه در ارتباط با المان‌های تقارن و تناسب آن بلور تعریف می‌شود، ربط دارد. فازهای کریستالوگرافی از ویژگی‌های بلور است بنابراین آنها در بیرون از میکروسکوپ الکترونی هم وجود دارند. در صورت خاموش شدن میکروسکوپ امواج الکترون از بین می‌روند. برای تعیین ساختار بلوری دانستن فاکتورهای ساختار کریستالوگرافی لازم است ولی دانستن فازهای موج الکترون لازم نیست. بحث با جزئیات بیشتر در مورد چگونگی ارتباط بین فازها (فاکتور ساختار کریستالوگرافی) و فازهای موج الکترون را می‌توان در اینجا یافت.
درست مانند پروتئین‌ها تعیین ساختارهای اتمی بلورهای غیرآلی توسط بلورنگاری الکترونی امکان‌پذیر بوده است. برای ساختارهای ساده‌تر استفاده از سه نمای عمود بر هم کافی است اما برای ساختارهای پیچیده‌تر ممکن است خطوط مورب یا قطرهای مختلف بیشتری نیز نیاز باشد.
علاوه بر تصاویر میکروسکوپ الکترونی، استفاده از الگوهای پراش الکترون برای تعیین ساختار بلوری نیز امکان‌پذیر است. برای ثبت چنین الگوهای پراش الکترونی‌ای از باریک‌ترین مناطق باید نهایت دقت را به کار برد تا بیشتر اختلافات بین بازتاب‌های مربوط به ساختار حفظ شود (شرایط پراش شبه‌جنبشی (به انگلیسی: quasi-kinematical diffraction conditions)). درست مانند الگوهای پراش پرتوی ایکس، فازهای مهم فاکتور ساختار کریستالوگرافی در الگوهای پراش الکترون گم شده‌اند و باید آنها را با روش‌های خاص بلورنگاری‌ای همچون روش‌های مستقیم (به انگلیسی: direct methods)، بیشترین احتمال (به انگلیسی: maximum likelihood) و یا اخیرا روش charge-flipping، آشکار نمود. از طرف دیگر الگوهای پراش الکترون بلورهای غیرآلی اغلب وضوح بالایی دارند یعنی بسیار کمتر از 1 آنگستروم. این با وضوح نقطه‌ای بهترین میکروسکوپ‌های الکترونی قابل مقایسه است. در شرایط مطلوب می‌توان از الگوهای پراش از صرفا یک جهت استفاده کرد تا ساختار کامل بلور را تعیین کرد. در عوض می‌توان از یک روش ترکیبی استفاده کرد که در آن از تصاویر HRTEM برای پیدا کردن ساختار بلوری و از شدت‌های پراش الکترون برای اصلاح آن استفاده می‌شود.
پیشرفت اخیر برای تجزیه و تحلیل ساختار توسط پراش الکترون با معرفی تکنیک انحراف‌مسیر وینسنت-میدگلی (به انگلیسی: Vincent-Midgley precession technique یا Precession electron diffraction) برای ثبت الگوهای پراش الکترون حاصل شد. شدت‌های بدست‌آمده از این طریق معمولا به شدت‌های حرکتی بسیار نزدیک‌ترند بنابراین حتی می‌توان ساختارهایی را تعیین کرد که هنگام پردازش داده‌های پراش الکترونی انتخاب‌شده، بیرون از محدوده هستند.
ساختارهای بلوری تعیین‌شده از طریق بلورنگاری الکترونی را می‌توان با استفاده از محاسبات اصول اولیه در نظریه تابعی چگالی از نظر کیفیت چک و بررسی کرد. این روش برای اولین بار برای اعتبارسنجی چندین سازه غنی از فلز اعمال شد که به ترتیب فقط توسط HRTEM و پراش الکترون قابل دسترسی بودند.
همچنین دو ساختار بسیار پیچیده زئولیت توسط بلورنگاری الکترونی همراه با پراش پودر پرتوی ایکس تعیین شده است. اینها پیچیده‌تر از پیچیده‌ترین ساختارهای زئولیت هستند که توسط بلورنگاری پرتو-ایکس تعیین شده‌اند.